# ستيلا رومان
ستيلا رومان (بالإنجليزية: Stella Roman؛ بالرومانية: Stella Roman) هي مغنية أوبرا ومغنية أمريكية ورومانية، ولدت في 23 أغسطس 1904 في كلوج نابوكا في رومانيا، وتوفيت في 12 فبراير 1992 في نيويورك في الولايات المتحدة.

## وصلات خارجية
- ستيلا رومان على موقع ميوزك برينز (الإنجليزية)
- ستيلا رومان على موقع أول ميوزيك (الإنجليزية)
- ستيلا رومان على موقع ديسكوغز (الإنجليزية)